# Ummidi Quadrat (conspirador)
Ummidi Quadrat (en llatí Ummidius Quadratus) va ser un noble romà del segle ii. Era fill d'Ummidi Quadrat, nebot d'Antoní Pius. L'avi era el marit de la germana d'Antoni Pius.
Ànnia Lucil·la el va convèncer de participar en una conspiració contra el seu germà Còmmode, però el pla va ser descobert i Quadrat executat l'any 183.